# Хисориев, Хикмат Хисориевич
Хикмат Хисориевич Хисориев — таджикистанский учёный-ботаник, академик АН ТР (15.11.2014).

## Биография
Родился 5 марта 1952 года в Ванчском районе Горно-Бадахшанской АО Таджикской ССР.
Окончил биологический факультет Таджикского Государственного Университета им. В. И. Ленина в Душанбе (1974) и аспирантуру при Институте ботаники АН Таджикской ССР (1977).
Работал в том же институте: лаборант (1977—1979), младший научный сотрудник (1980—1983), старший (1983—1987) и ведущий (1987—1989) научный сотрудник. В 1981 г. защитил кандидатскую диссертацию на тему «Водоросли очистных сооружений г. Душанбе».
В 1989—1991 старший преподаватель, в 1991—1993 доцент кафедры ботаники Таджикского госуниверситета им. В. И. Ленина (ТГУ). В 1993—1996 докторант ТГУ, в 1996—1998 профессор той же кафедры. В 1997 году защитил докторскую диссертацию на тему «Эвгленофитовые (Euglenophyta) водоросли водоёмов Средней Азии».
В 1998—2011 гг. директор Института ботаники АН РТ. В 2011—2016 — директор Института ботаники, физиологии и генетики растений АН РТ; с 2016 г. главный научный сотрудник этого института.
С 2001 года профессор (по совместительству) в Таджикско-Славянском университете (Душанбе) и Таджикском национальном университете, читает курсы экологии и основ охраны окружающей среды.
В 2000 году избран членом-корреспондентом АН РТ, с 2014 года академик Академии наук Республики Таджикистан.
Автор более 300 публикаций, в числе которых три монографии, два учебника, 3 научно-методических разработки, ботанический путеводитель.
Сочинения:
- Эвгленофитовые водоросли (Euglenophyta) Центральной Азии. Монография. Том I. Теоретическая часть. (Флора, систематика, экология, географическое распространение, флорогенез). Деп. в НПИЦентре. — Душанбе, 1999. № 54 (1296).- 428 с.
- Эвгленофитовые водоросли (Euglenophyta) Центральной Азии. Монография. Том II. Конспект флоры. Деп. в НПИЦентре. — Душанбе, 1999. № 54 (1297).- 97 с.
- Euglenophyta континентальных водоёмов. Монография. — Душанбе: Дониш, 2013.- 378 с.
- Hisoriev H., Сencetti T., Halimov A., Sattorov R. Guide to the common plant species of Kamarov and Sangvor reserves. Tajikistan. Книга. — Dushanbe: Azal, 2014, 136 p.
- Хисориев Х.Х. Ботаника. Споровые растения: водоросли, лишайники и грибы. Учебник.- Душанбе: ТГУ, 1993, 64 с.
- Хисориев Х., Курбонова П. А., Кадырова И. А. Изучение водорослей. Учебник. — Душанбе: Ирфон, 2015, 116 с.
- Хисориев Х., Курбонова П. А., Бобоев М.Т. Водоросли: Биологическое разнообразие и биоэкология. Монография. — Душанбе: Дониш, 2021,  236 с.

Лауреат Премии Академии наук Таджикской ССР для молодых ученых за цикл работ «Роль водорослей в самоочищение сточных вод г. Душанбе» (1981). Лауреат Премии имени Е. Н. Павловского в области биологических наук (2011).